# Bryam Rebellón
Bryam Alberto Rebellón Sánchez (Puerto Gaitán, Meta, Colombia; 22 de enero de 1992) es un exfutbolista colombiano. Jugaba de defensa o centrocampista.
Anunció su retiro a finales de 2023.

## Trayectoria
Comenzó su carrera en Argentina y su natal Colombia, y el 23 de febrero de 2016 fichó por el LA Galaxy II, entonces en la United Soccer League. El 25 de enero de 2017, Rebellón fichó por el Jacksonville Armada.
El 11 de enero de 2019 se confirmó su fichaje en El Paso Locomotive, nuevo equipo expansión de la USL Championship esa temporada.
En diciembre de 2021, fue fichado por el Indy Eleven.

## Estadísticas
Actualizado al último partido disputado el 19 de junio de 2022.
| Santa Fe · Colombia                                                                                               | 1.ª           | 2011          | 1   | 0 | 0  | 0 | - | - | - | -  | 1   | 0 |
| Santa Fe · Colombia                                                                                               | Total club    | Total club    | 1   | 0 | 0  | 0 | 0 | 0 | 0 | 0  | 1   | 0 |
| Sarmiento Argentina                                                                                               | 2.ª           | 2012-13       | 0   | 0 | 1  | 0 | - | - | - | -  | 1   | 0 |
| Sarmiento Argentina                                                                                               | Total club    | Total club    | 0   | 0 | 1  | 0 | 0 | 0 | 0 | 0  | 1   | 0 |
| Villa Dálmine Argentina                                                                                           | 3.ª           | 2013-14       | 6   | 0 | 1  | 0 | - | - | - | -  | 7   | 0 |
| Villa Dálmine Argentina                                                                                           | Total club    | Total club    | 6   | 0 | 1  | 0 | 0 | 0 | 0 | 0  | 7   | 0 |
| Llaneros · Colombia                                                                                               | 2.ª           | 2014          | 7   | 1 | 1  | 0 | - | - | - | -  | 8   | 1 |
| Llaneros · Colombia                                                                                               | 2.ª           | 2015          | 10  | 1 | 4  | 0 | - | - | - | -  | 14  | 1 |
| Llaneros · Colombia                                                                                               | Total club    | Total club    | 17  | 2 | 5  | 0 | 0 | 0 | 0 | 0  | 22  | 2 |
| LA Galaxy II Estados Unidos                                                                                       | 2.ª           | 2016          | 25  | 2 | -  | - | - | - | - | -  | 25  | 2 |
| LA Galaxy II Estados Unidos                                                                                       | Total club    | Total club    | 25  | 2 | 0  | 0 | 0 | 0 | 0 | 0  | 25  | 2 |
| Jacksonville Armada Estados Unidos                                                                                | 3.ª           | 2017          | 21  | 0 | 2  | 0 | - | - | - | -  | 23  | 0 |
| Jacksonville Armada Estados Unidos                                                                                | Total club    | Total club    | 21  | 0 | 2  | 0 | 0 | 0 | 0 | 0  | 23  | 0 |
| Swope Park Rangers Estados Unidos                                                                                 | 2.ª           | 2018          | 27  | 0 | -  | - | - | - | - | -  | 27  | 0 |
| Swope Park Rangers Estados Unidos                                                                                 | Total club    | Total club    | 27  | 0 | 0  | 0 | 0 | 0 | 0 | 0  | 27  | 0 |
| El Paso Locomotive FC Estados Unidos                                                                              | 2.ª           | 2019          | 27  | 2 | 1  | 0 | - | - | - | -  | 28  | 2 |
| El Paso Locomotive FC Estados Unidos                                                                              | 2.ª           | 2020          | 13  | 1 | 0  | 0 | - | - | 3 | 1  | 16  | 2 |
| El Paso Locomotive FC Estados Unidos                                                                              | 2.ª           | 2021          | 22  | 0 | 0  | 0 | - | - | - | -- | 22  | 0 |
| El Paso Locomotive FC Estados Unidos                                                                              | Total club    | Total club    | 62  | 3 | 1  | 0 | 0 | 0 | 3 | 1  | 66  | 4 |
| Indy Eleven Estados Unidos                                                                                        | 2.ª           | 2022          | 8   | 0 | 1  | 0 | - | - | - | -  | 9   | 0 |
| Indy Eleven Estados Unidos                                                                                        | Total club    | Total club    | 8   | 0 | 1  | 0 | 0 | 0 | 0 | 0  | 9   | 0 |
| Total carrera | Total carrera | Total carrera | 167 | 7 | 11 | 0 | 0 | 0 | 3 | 1  | 181 | 6 |
| (1) Incluye datos de la Copa Argentina, Copa Colombia y U.S. Open Cup (2) Incluye datos de los Playoffs de la USL |               |               |     |   |    |   |   |   |   |    |     |   |